# فيرنون جوردن
فيرنون جوردن (بالإنجليزية: Vernon Jordan)‏ هو شخصية أعمال ومحامي أمريكي، ولد في 15 أغسطس 1935. كان مديرًا تنفيذيًا أمريكيًا وناشطًا في مجال الحقوق المدنية عمل في العديد من منظمات حركة الحقوق المدنية قبل أن يختاره الرئيس بيل كلينتون كمستشار مقرب له.
نشأ جوردن في أتلانتا جورجيا، وتخرج عام 1957 من جامعة ديباو. في أوائل الستينيات بدأ حياته المهنية في مجال الحقوق المدنية، وأبرزها كونه جزءًا من فريق من المحامين الذين ألغوا الفصل العنصري في جامعة جورجيا. ثم استمر في العمل مع العديد من منظمات الحقوق المدنية حتى أواخر الثمانينيات. في أوائل التسعينيات أصبح حليفًا وثيقًا وصديقًا لبيل كلينتون وعمل كجزء من فريق كلينتون الانتقالي. بعد رحيل كلينتون بدأ جوردن العمل مع العديد من الشركات وبالأخص الشركات المصرفية الاستثمارية حتى وفاته. خلال انتخابات 2004 عمل في حملة جون كيري.

## وصلات خارجية
- فيرنون جوردن على موقع الموسوعة البريطانية (الإنجليزية)
- فيرنون جوردن على موقع مونزينجر (الألمانية)
- فيرنون جوردن على موقع ميوزك برينز (الإنجليزية)
- فيرنون جوردن على موقع إن إن دي بي (الإنجليزية)